# Leroy-Dionet
Pour les articles homonymes, voir Leroy et Dionet.
Edmond Leroy dit Leroy-Dionet, né à Chartres le 23 décembre 1860 et décédé à Amiens le 10 janvier 1939, est un artiste peintre français.
Il a été l'élève d'Alexandre Cabanel à l'École des beaux-arts, puis celui de Luigi Loir, peintre du Paris de la Belle Époque.
Sa carrière est marquée par deux périodes bien distinctes : une première période de portraitiste et une seconde de peintre paysagiste.
Il a également été professeur de dessin d'art dans les écoles de Paris.

## Biographie

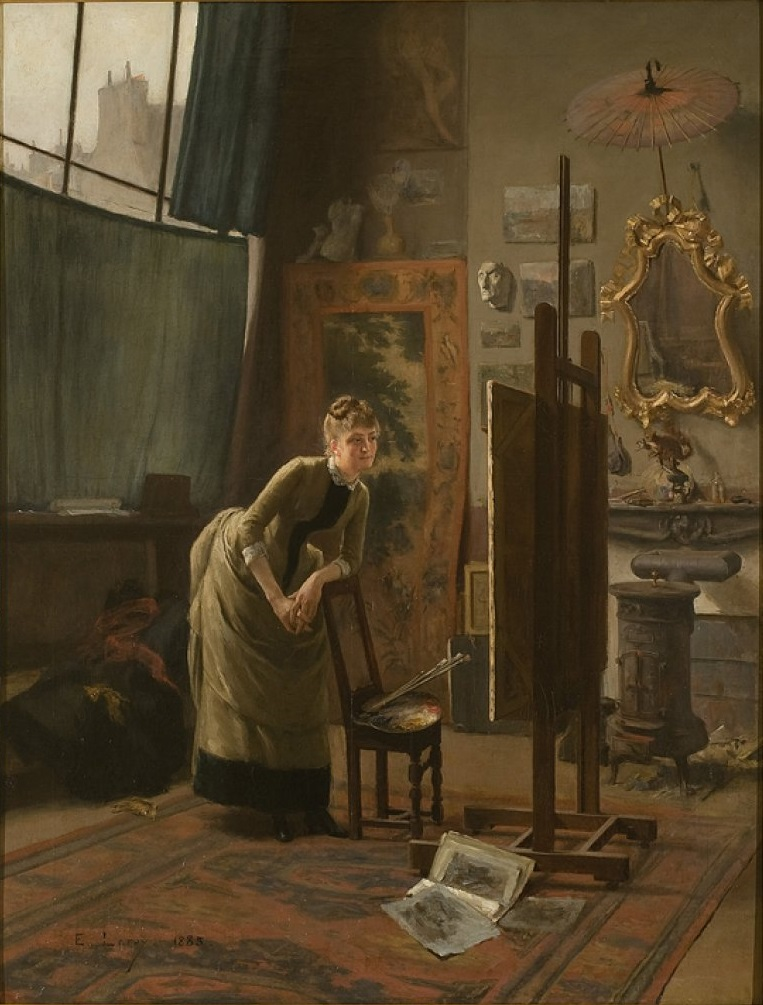
Admiratrice dans l'atelier (1885), Edmond Leroy, Collection particulière.

### Jeunesse et formation
Edmond Leroy est le fils d’un conducteur de train, qui est d’abord muté à Chartres, puis au Mans. Il fait ses études chez les Frères de la Doctrine chrétienne où il est initié au dessin. Il trouve un emploi de dessinateur à la Compagnie des chemins de fer de l’Ouest et suit les cours du soir de l’école municipale de dessin de la ville du Mans.
En 1879, il obtient une subvention du département de la Sarthe pour suivre les cours de l’École nationale des beaux-arts de Paris. Il est alors hébergé au domicile parisien de Gatien Chaplain-Duparc. Edmond Leroy parvient à se faire accepter en tant qu’étudiant libre dans l’atelier d’Alexandre Cabanel. En juillet 1881, il obtient une mention pour ses travaux de fin d’année. En juillet 1882, il se classe 8e au concours des places ; il est donc admis à l’École proprement dite et s’installe au no 44 de la rue du Cherche-Midi dans le 6e. En mars 1883, il se classe 9e à ce même concours et en juin, il obtient le diplôme supérieur de professeur de dessin d’art de la ville de Paris. En mars 1884, il se classe 12e et obtient de Cabanel un certificat de capacité qui l’autorise à participer au premier concours d’essai pour le grand prix de peinture. Il ne parvient pas à se classer parmi les vingt meilleurs et prend du recul avec l'École des beaux-arts : il réalise ses premières toiles personnelles et honore ses premières commandes.
En 1885, Edmond Leroy s’installe dans un atelier situé au no 37, rue Denfert-Rochereau dans le 5e. En avril 1886, il commence à enseigner le dessin en parallèle de ses activités d’artiste peintre. En 1888, il fait la connaissance d’Hippolyte Durand-Tahieret se lie d’amitié avec lui. Il sympathise également avec Aristide Briand, ami d’enfance de Durand-Tahier.

### Mariage et vie familiale
En juillet 1891, Edmond Leroy épouse à Paris une maîtresse d’école, Juliette Dionet. L’artiste peintre Lionel Royer est le témoin d’Edmond Leroy. Après son mariage, il utilisera le pseudonyme de Leroy-Dionet pour ses activités artistiques. Le couple s’installe au no 3, avenue de Laumière dans le 19e, ainsi qu’à Chelles où Edmond Leroy se rend pour peindre. C’est d’ailleurs à Chelles que naissent leurs deux premières filles : Geneviève, en juin 1892, qui meurt prématurément et Renée, en août 1894. En juin 1896, naît Lucie, qui elle non plus n’atteindra pas l’âge adulte.
En février 1897, Juliette Leroy est promue directrice de l’école maternelle de la rue du Général Lasalle dans le 19e. Ils déménagent donc au no 5 de cette adresse. En 1904, Edmond Leroy loue une petite maison située au no 82 de la route de Crosnes à Yerres où il se rend pour peindre. Il expose alors de nombreux paysages de Yerres et de ses alentours. En janvier 1905, naît à Paris la dernière fille du couple, Hélène.
En 1910, Juliette Leroy est nommée directrice de l’école maternelle située au no 42, rue Madame. Ils déménagent dans le 6e arrondissement. En 1913, Edmond Leroy, probablement à la suite d'une maladie, doit se faire retirer un œil et porte une prothèse. Il cesse d’enseigner le dessin en 1917. Son épouse prend également sa retraite cette année-là. Ils vivent entre la maison de Yerres et un appartement qu’ils louent au no 11, rue Saint-Louis-en-l'Île, dans le 4e.
Ils quittent Paris pour Le Mans en 1923. À cette période Edmond Leroy privilégie l’aquarelle et aime travailler en plein air, souvent en compagnie d’Albert Poignant. En 1933, le couple retourne vivre à Paris et s'installe au Cercle familial d'Auteuil.
En 1936, ils quittent à nouveau Paris pour Amiens, où ils louent une petite maison. Le 10 janvier 1939, à dix heures trente, Edmond Leroy meurt d’une tuberculose pulmonaire à la clinique Saint-Joseph à Amiens. Juliette mourra à Saint-Germain-en-Laye en 1943.

## Carrière artistique

### Le portraitiste
Tout juste sorti de l’École des beaux-arts, Edmond Leroy s’oriente tout naturellement vers le portrait, encore très prisé par la société bourgeoise.
Cette première période de portraits de commandes commence donc probablement dès 1885, date à partir de laquelle il fréquente moins les Beaux-Arts et possède son propre atelier. On peut estimer qu’elle s’achève en 1899. Même s’il réalise encore des portraits par la suite, il s’agit de membres de sa famille. Ainsi, pendant ces quelques années, il expose essentiellement des portraits.
Se démarquant le plus souvent des représentations conventionnelles et codifiées de la nouvelle bourgeoisie de l’époque, Edmond Leroy s’intéresse davantage dans ses portraits, plus intimistes, au caractère et au tempérament du sujet ; plus qu’à la précision photographique, il s’attache à rendre une ambiance ou faire passer une émotion. Il fait la plupart du temps le choix de la sobriété et de la simplicité : fond neutre et sombre, sujet en buste de face ou de trois quarts occupant la majorité de l’espace, point de vue à hauteur de visage et regard dirigé vers le spectateur.
Les couleurs qui composent sa première palette sont dans une gamme plutôt sombre. En effet ses premières œuvres sont souvent peintes sur un fond gris, qu'il a préparé lui-même, de manière à obtenir plus de profondeur dans les tonalités.

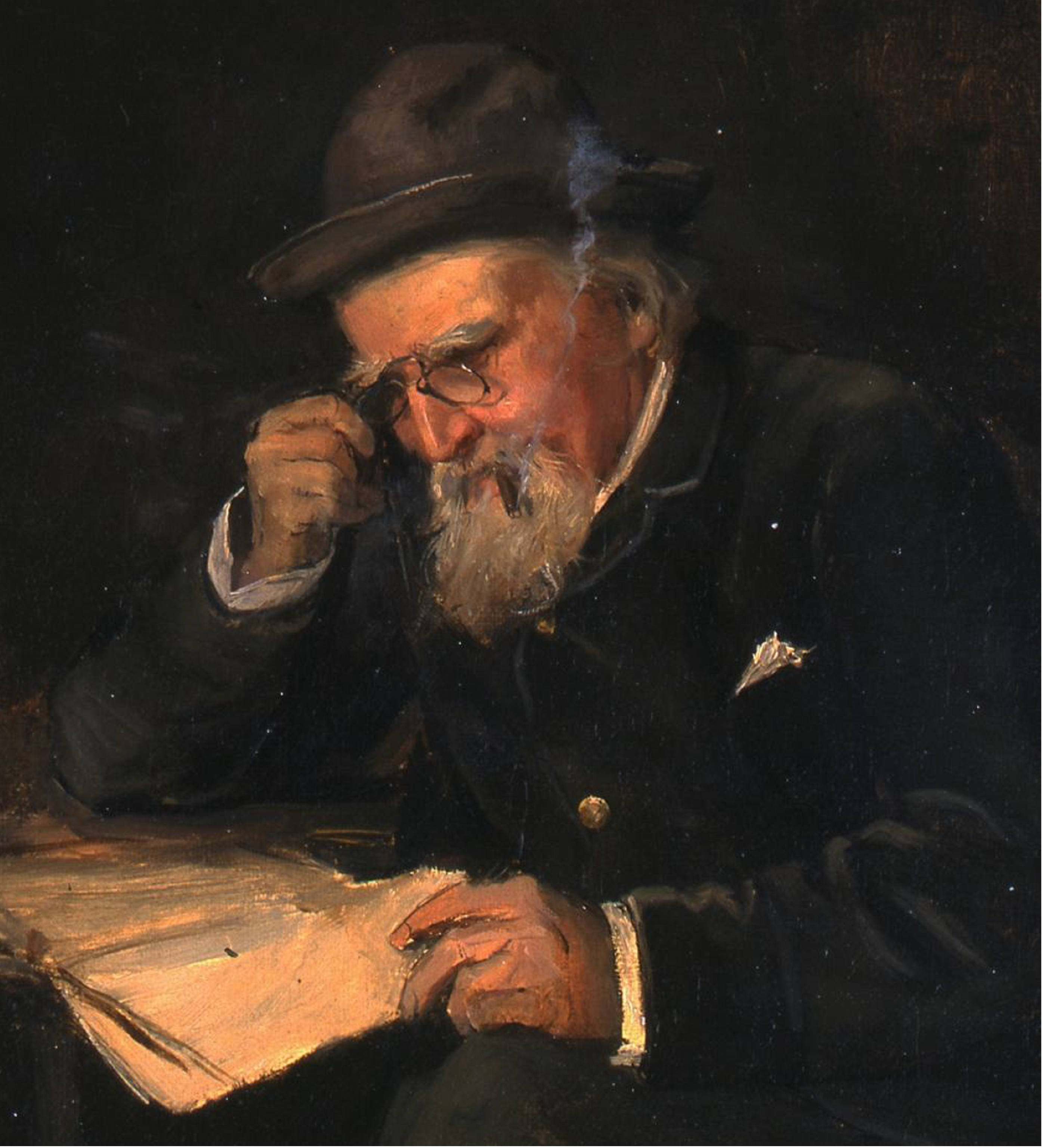
Portrait de Gatien Chaplain-Duparc (1885), détail, Edmond Leroy, Musées du Mans.
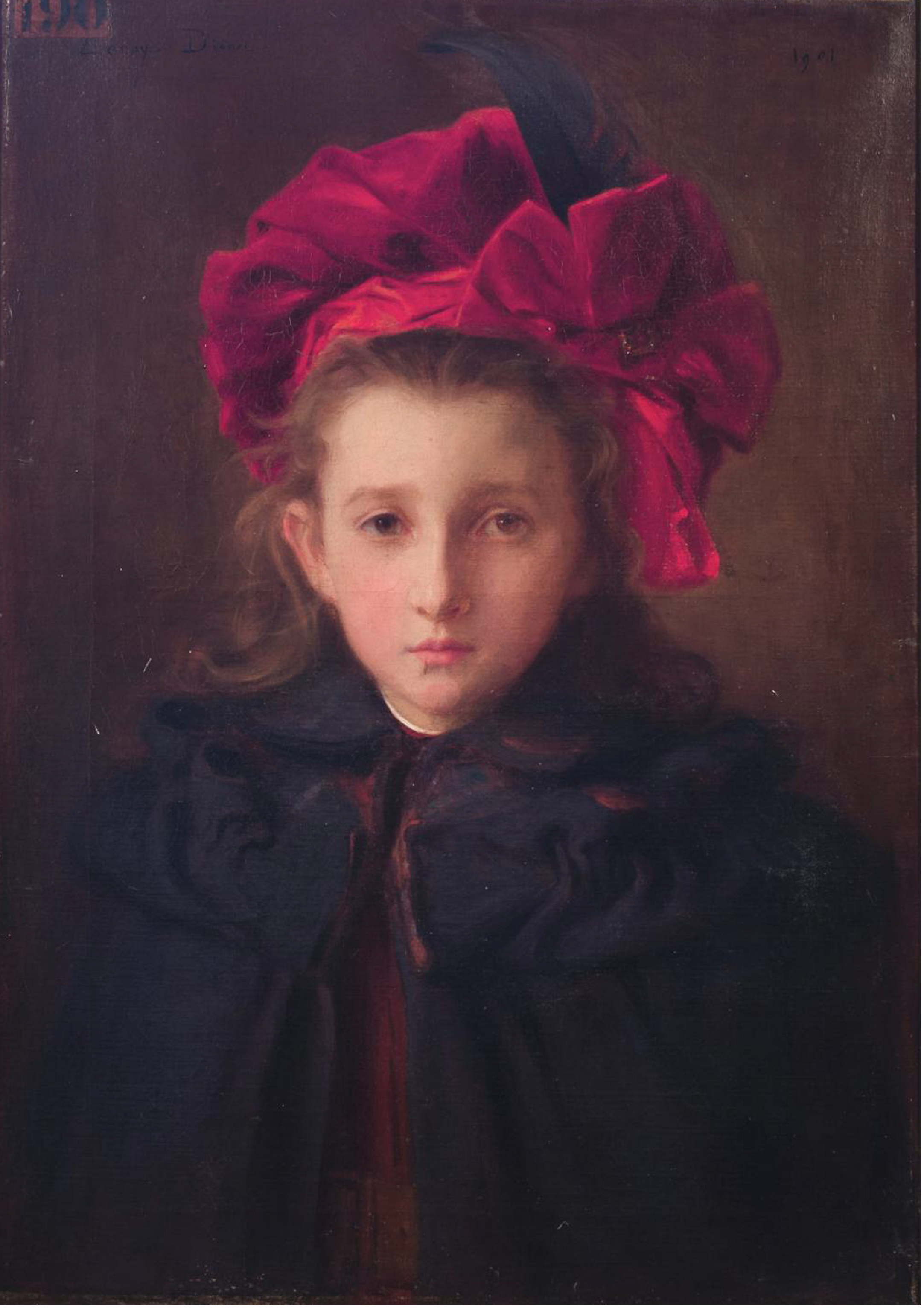
Portrait de Renée (1901), Leroy-Dionet, Collection particulière.
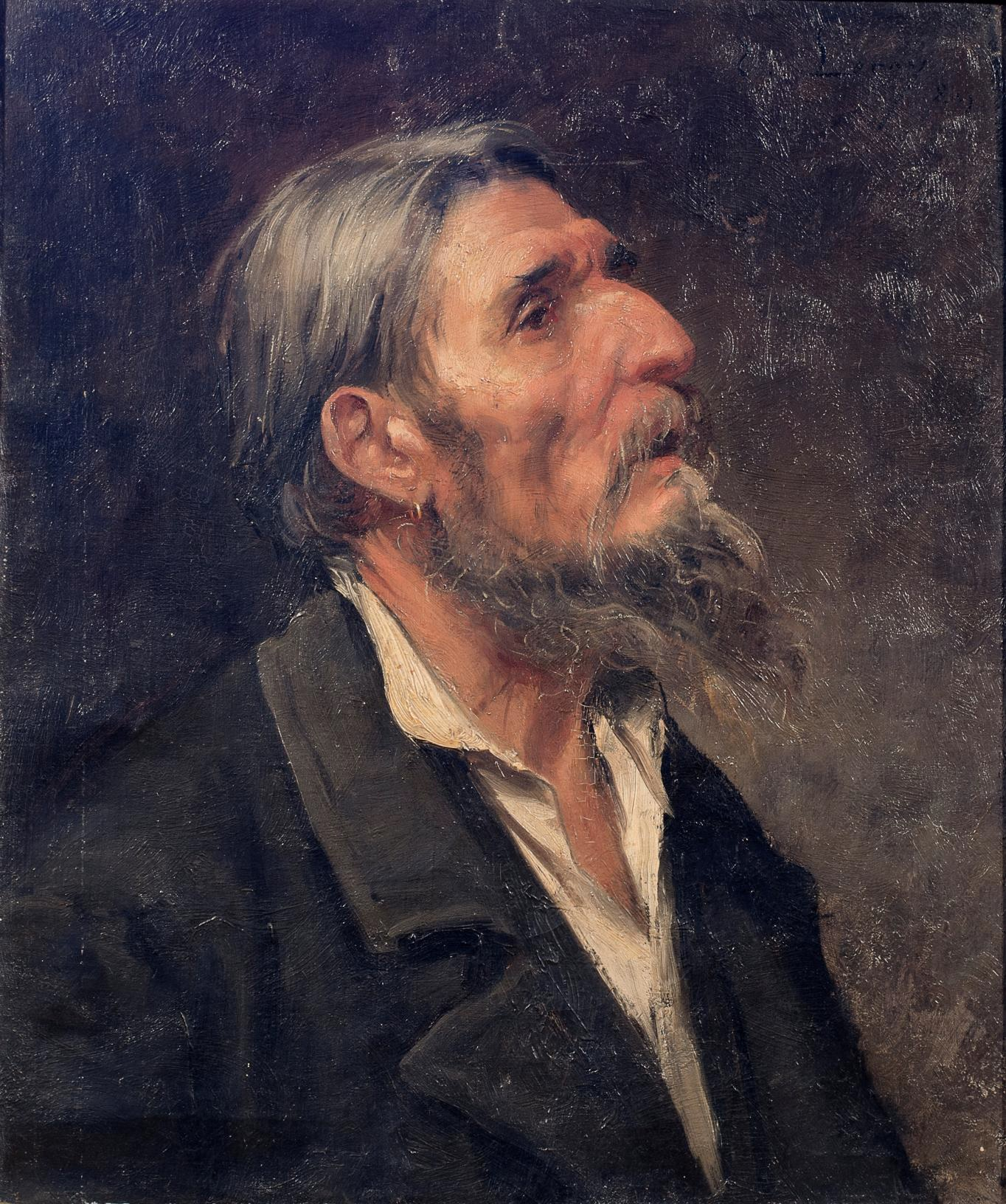
Portrait de vieil homme à la boucle d'oreille (1889), Edmond Leroy, Collection particulière.

### Le paysagiste
C’est en 1900, que Leroy-Dionet envoie pour la première fois un paysage à une exposition majeure, le Salon des artistes français, avec Souvenir du Morbihan, effet de Lune. Cette date marque le début de sa période de peintre paysagiste, véritable tournant dans sa carrière artistique. D’autant qu’à cette époque, il choisit de prendre conseil auprès de l’un des spécialistes du genre, Luigi Loir.
Si Luigi Loir est le peintre de Paris et de la modernité, Leroy-Dionet préfère les rivières, les prairies et les sous-bois des environs de la capitale. Mais, à l’instar de son nouveau maître, il aime traduire les effets de lumière, à l’aube, au crépuscule, à différentes saisons ; il affectionne tout particulièrement l’eau, ses reflets et ses miroitements. Il apprécie les atmosphères embrumées, calmes et harmonieuses.
Il sait placer la couleur avec justesse et sûreté, sans s'attarder aux détails, qu'il suggère néanmoins. Sa palette s’éclaircit. Il travaille sur fond blanc pour accentuer la luminosité des ciels. On découvre dans sa peinture des harmonies de bleus lumineux, de jaunes et d’orangés flamboyants, de verts plein de fraîcheur.

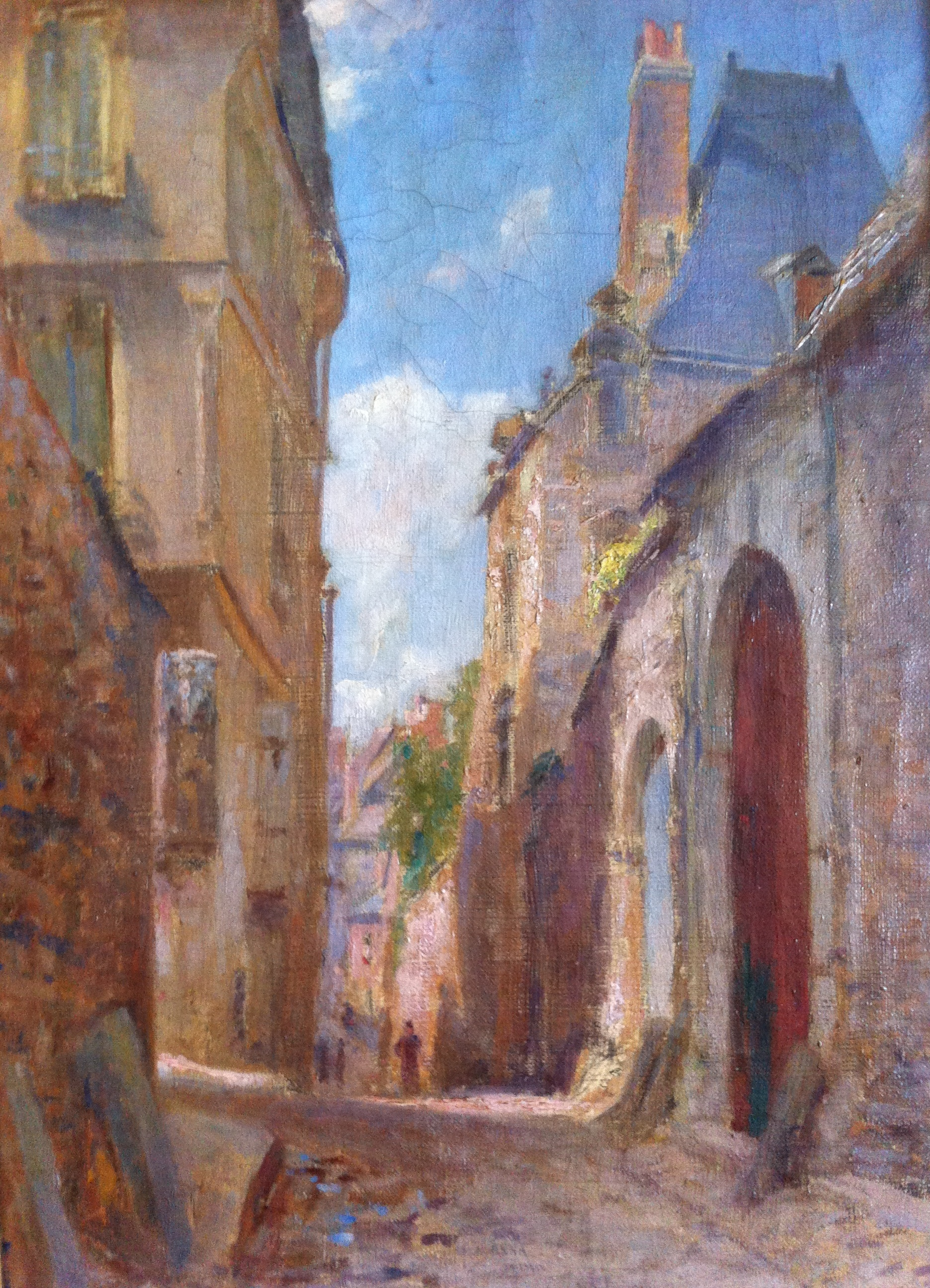
Rue de Vaux, Le Mans (vers 1887), Edmond Leroy, Collection particulière.
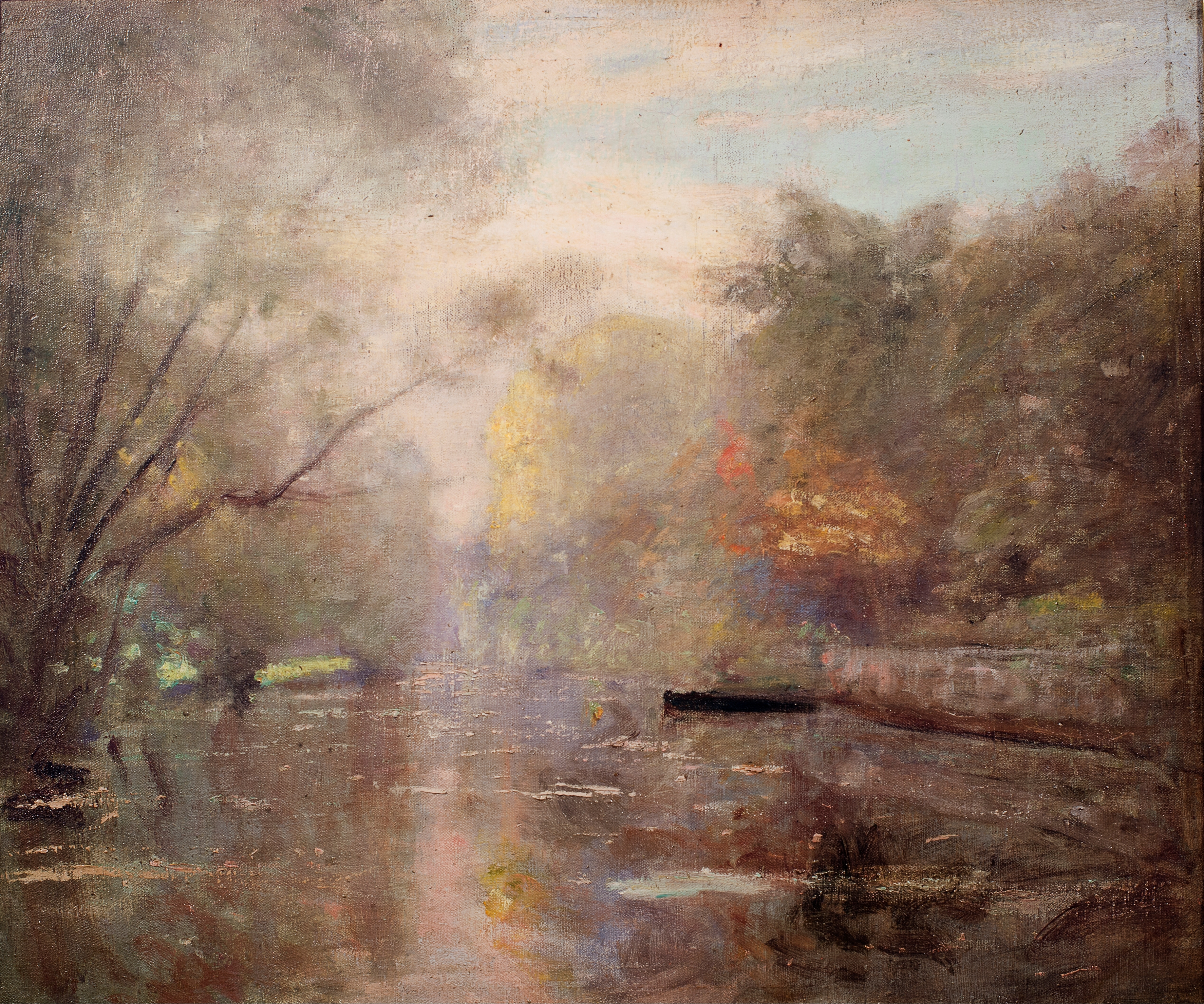
Bords de rivière en automne, Leroy-Dionet, Collection particulière.
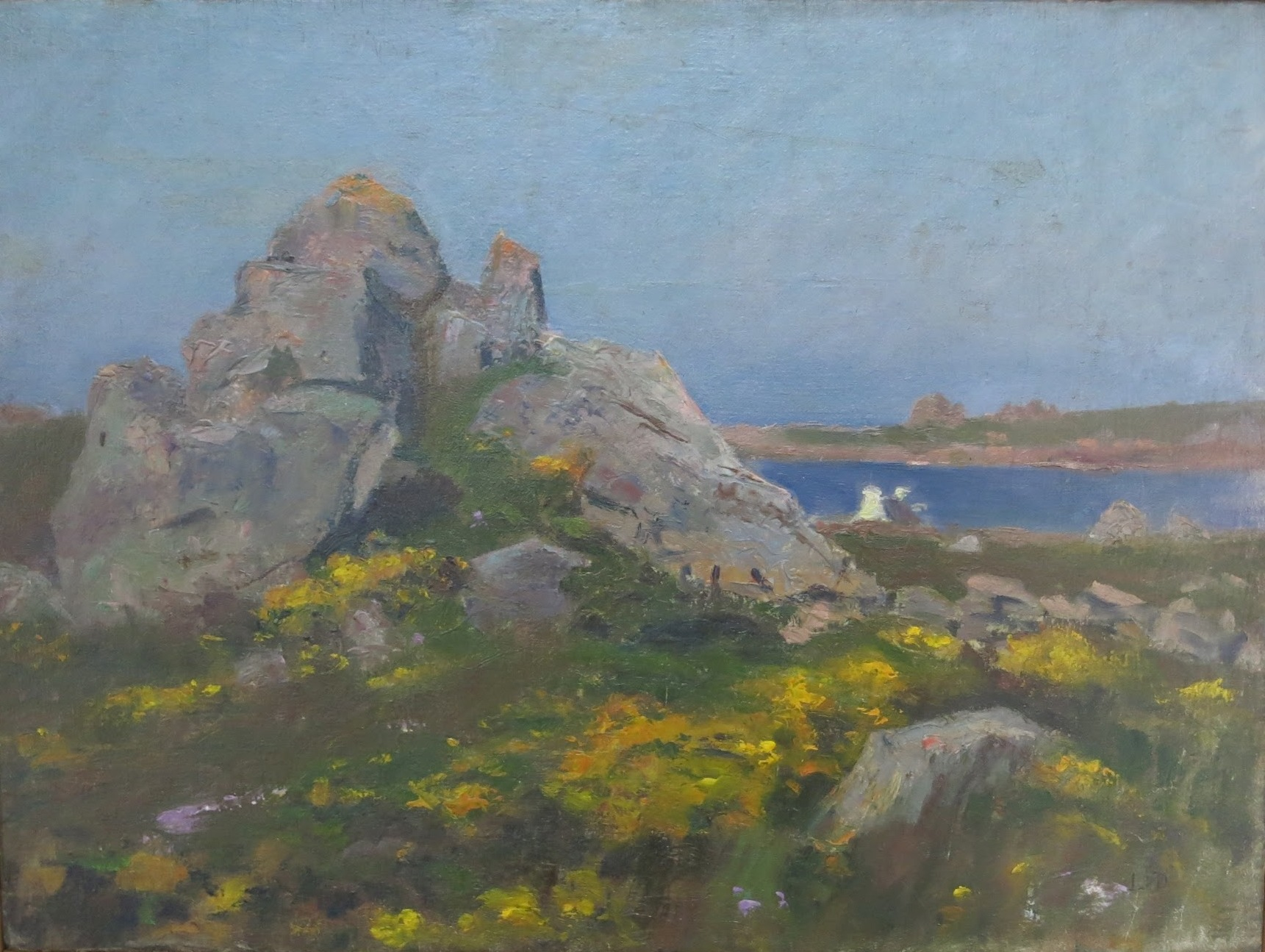
Rochers et genêts. Côte bretonne, Leroy-Dionet, Collection particulière.

### Salons et expositions
- 1886 : Exposition des beaux-arts du Mans : Portrait de Mlle L. ; Portrait de M. Sollier[25].
- 1888 : Salon des artistes français : Portrait de M. H. D. (Docteur Hippolyte-Joseph Durand)[26].
- 1889 : Salon des artistes français : Portrait de Mlle A. G., pastel[26].
- 1891 : Salon de la Société nationale des beaux-arts : Portrait de Mme L. B.[27]
- 1893 : Achat par l’État d’une copie du tableau d'Eugène Delacroix La liberté guidant le peuple, que Leroy-Dionet réalise au musée du Louvre et qui est attribué à la ville de Saint-Nazaire pour être placée dans la salle des délibérations du conseil municipal à l’hôtel de ville[28].
- 1894 : Salon des Cent : Chrysanthèmes ; Gerbes de blé ; Effet de lune ; Bords de la Marne ; Rue à Gournay, ainsi que deux portraits, dont un pastel représentant une jeune-femme[29].
- 1895 : Salon des artistes français : Portrait de Mme P. C. (Mme Paul Cornet)[26].

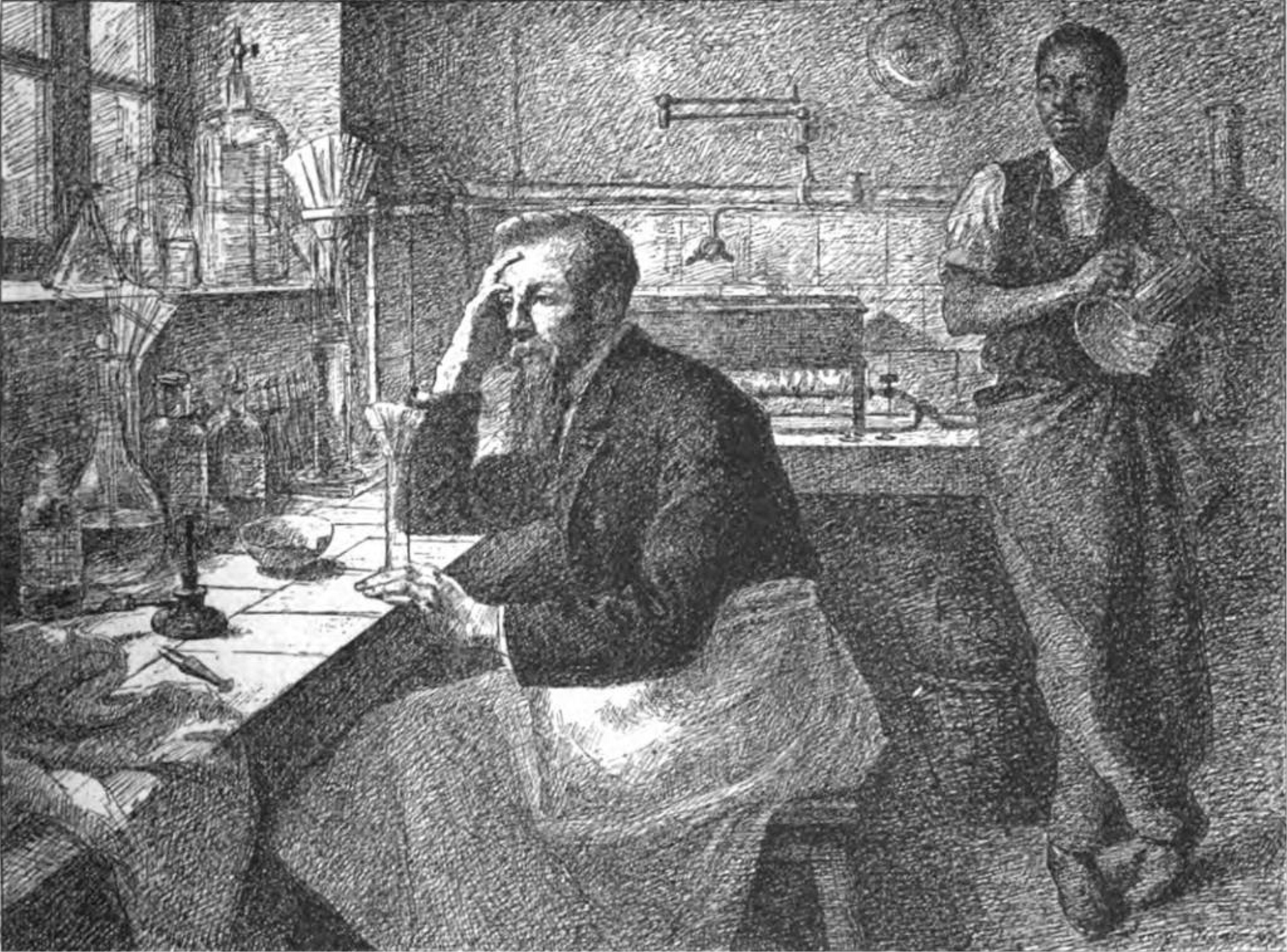
Le Docteur Paul Cornet dans son laboratoire de l'Hôpital international (1897), gravure d'après le tableau de Leroy-Dionet tirée du catalogue illustré du Salon de 1897. Œuvre originale non localisée.

- 1897 : Salon des artistes français : Le Docteur Paul Cornet dans son laboratoire de l’Hôpital international[30].
- 1898 : Salon des artistes français : Portrait de Mme Vve D. (Mme Eugénie Dionet)[30].
- 1899 : Exposition nationale et internationale des beaux-arts du Mans : Portrait de Mme D. ; Portrait de M. P.C. (M. Paul Cornet) ; Rivière de Crach[31].
- 1900 : Salon des artistes français : Souvenir du Morbihan ; Effet de Lune[30].
- 1901 : Salon des artistes français : Les Bords de l’Yerres[30].
- 1902 : Salon des artistes français : Paysage[30].
- 1904 : Salon des artistes français : Paysage[30].
- 1904 : Salon de l'école française : La Plaine ; Prairie inondée ; Chemin de la Sablière[32].
- 1905 : Salon des artistes français : Paysage (levé de lune) ; Paysage ; Cabane de bûcheron ; Portrait[33].
- 1906 : Salon de l'école française : Portrait de M. L. ; Portrait de Mme V.K. ; Soleil couchant sur la Seine à Villeneuve-Saint-Georges ; Paysage[32].
- 1906 : Salon des artistes français : Effet de brouillard ; Paysage d’hiver[33].
- 1907 : Salon de l'école française : Portrait de jeune fille ; Paysage d’automne ; Matinée ; La Seine à Villeneuve-Saint-Georges[32].
- 1907 : Salon de la Société française artistique de Pontoise : Prairie inondée ; Sous-bois hiver[34].
- 1908 : Salon des artistes français : Les Bords de l’Eure à Villemeux (Eure-et-Loir)[35].
- 1909 : Exposition de la Société artistique et littéraire des employés de la préfecture de la Seine : Les Bords de la Marne à Varreddes (Seine-et-Marne) ; Les Petites mares à Audierne (Finistère)[36].
- 1910 : Salon des artistes français : Les Dunes[35]
- 1910 : Salon des beaux-arts de la Société des amis des arts du Maine : Les Dunes ; Paysage ; Marine ; Bords de la Seine[36].
- 1911 : Salon des beaux-arts de la Société des amis des arts du Maine : Le Chemin ; Cabane de bûcheron ; Dans la prairie[37].
- 1912 : Salon des beaux-arts de la Société des amis des arts du Maine : A la lisière du Bois ; Les Bords de la Seine à Juvisy ; Les Bords de la Seine à Villeneuve-Saint-Georges[37].
- 1915 : Exposition-vente à la galerie Chaine & Simonson à Paris : Intérieur de St-Julien le pauvre ; Coucher de soleil ; Les foins ; Chemin sous bois ; Paysage ; Temps gris ; Meule au soleil couchant ; Marine ; Récolte des foins[38].
- 1923 : Exposition de l’Ouest de la France au Mans : Matinée d’hiver[39].
- 1924 : Exposition de la Société des amis des arts au Mans : Lever de soleil aux environs de Paris ; Bords de l’Huisne à l’Epau (Le Mans) ; Marée basse à Penmarc’h (Finistère) ; Bords de l’Yerres (Villeneuve-Saint-Georges), dessin rehaussé[39].
- 1989 : Exposition « Edmond Leroy-Dionet (1860-1939) : un peintre manceau au début du siècle » à l'Hôtel des Ursulines au Mans[40].